# Abdullah Ghorab
ʿAbd Allāh Ghorāb (in arabo عبدالله غراب‎?; 1954) è un politico e ingegnere egiziano, che dal 2012 al 2013 è stato ministro del petrolio.

## Biografia
Laureato in Ingegneria petrolifera nel 1976 all'Università del Cairo, inizia a lavorare come ingegnere per la Gulf of Suez Petroleum Company (GUPCO), arrivando ad occupare l'incarico di direttore generale di ingegneria. Nel 2004 viene nominato alla direzione per l'esplorazione e la produzione del Ministero del petrolio e delle risorse minerarie. Nel 2007 diventa vice direttore per la produzione dell'Egyptian General Petroleum Corporation (EGPC). L'anno successivo dirige la Khalda Petroleum Company, per passare nel 2010 all'EGCP con lo stesso incarico. Dal 2011 all'agosto 2012 è ministro del petrolio del Governo egiziano.